# Typ 26 Glasgow
Typ 26 Glasgow (jinak též třída City) je třída protiponorkových fregat britského královského námořnictva. Je náhradou za fregaty Typu 23 Norfolk. Oficiální označení plavidla je Global Combat Ship. Program vývoje a stavby těchto plavidel řídí britské Ministerstvo obrany, vývoj probíhá v loděnicích koncernu BAE Systems, který zajišťuje i jejich stavbu. Britské námořnictvo objednalo osm jednotek této třídy. Stavba britských fregat byla zahájena roku 2017. Zařazení prototypu do služby je plánováno na rok 2025.
Fregata je také nabízena k exportu. Jejím prvním zahraničním uživatelem je Austrálie, která plánuje stavbu devíti fregat třídy Hunter. Typ 26 rovněž zvítězil v kanadském programu Canadian Surface Combatant (třídy Fraser) na náhradu fregat třídy Halifax a torpédoborců třídy Iroquois.

## Pozadí vzniku

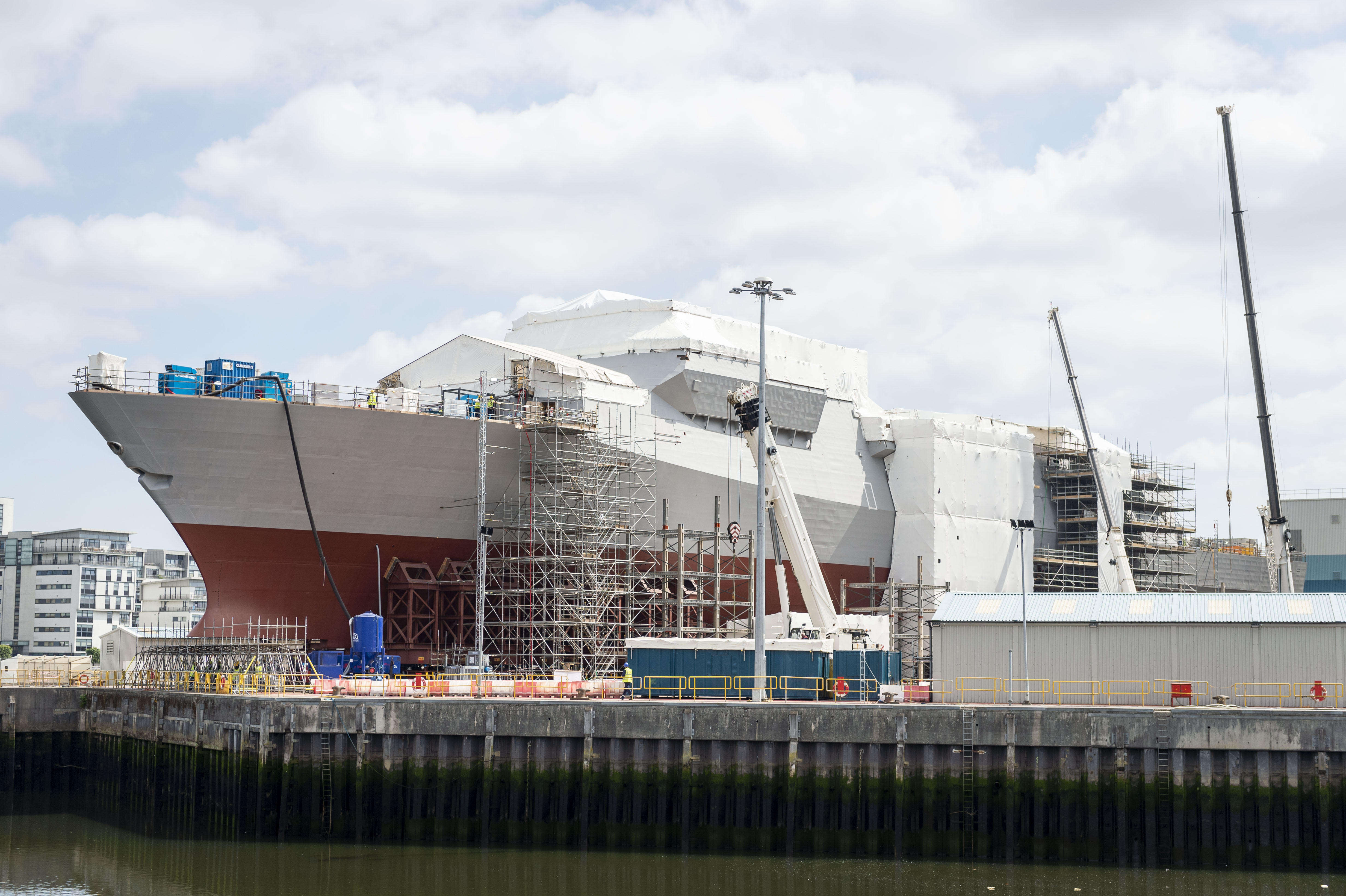
Rozestavěná HMS Glasgow v loděnici BAE Systems v Govanu na řece Clyde, 29. června 2021

Stavba fregat probíhá v loděnicích BAE Systems Maritime. BAE Systems je hlavním kontraktorem projektu, přičemž na stavěbním programu se podílí také společnosti Babcock, DCNS, GE Energy Power Conversion, Imtech, Raytheon a Tyco Fire & Integrated Solutions.
Původně bylo plánováno pro Royal Navy postavit třináct jednotek typu 26. V listopadu 2015 ale britská vláda zveřejnila dokument Nationbal Security Strategy and Strategic Defence and Security Review (SDSR 2015), který jejich plánovaný počet zredukoval na osm. Náhradou za nepostavená plavidla se stanou jednodušší a levnější fregaty typu 31. Britské ministerstvo obrany 29. června 2017 přidělilo společnosti BAE Systems 3,7 miliardy liber na stavbu první tříkusové série typu 26 Batch 1. Slavnostní první řezání oceli na stavbu prototypové jednotky HMS Glasgow proběhlo 20. července 2017.
V listopadu 2022 britské ministerstvo obrany objednalo pět fregat druhé série Batch 2. Jejich cena dosáhla 4,2 miliardy liber.
V květnu 2023 byla odhalena sabotáž na palubě fregaty Glasgow. Krátce po zkušební plavbě bylo na plavidle přerušeno asi šedesát kabelů (z celkových 23 000).
Jednotky třídy Typ 26 Glasgow:
| Jméno             | Uživatel   | Skupina | První řezání oceli | Spuštěna         | Vstup do služby | Status    |
| ----------------- | ---------- | ------- | ------------------ | ---------------- | --------------- | --------- |
| HMS Glasgow (F88) | Royal Navy | Batch 1 | 20. červenec 2017  | 3. prosince 2022 | 2028 (plán)     | ve stavbě |
| HMS Cardiff (F89) | Royal Navy | Batch 1 | 14. srpna 2019     | 5. září 2024     |                 | ve stavbě |
| HMS Belfast (F90) | Royal Navy | Batch 1 | 29. června 2021    |                  |                 | ve stavbě |
| HMS Birmingham    | Royal Navy | Batch 2 | 4. dubna 2023      |                  |                 | ve stavbě |
| HMS Sheffield     | Royal Navy | Batch 2 | 28. listopadu 2024 |                  |                 | ve stavbě |
| HMS Newcastle     | Royal Navy | Batch 2 |                    |                  |                 | objednána |
| HMS Edinburgh     | Royal Navy | Batch 2 |                    |                  |                 | objednána |
| HMS London        | Royal Navy | Batch 2 |                    |                  |                 | objednána |

## Konstrukce

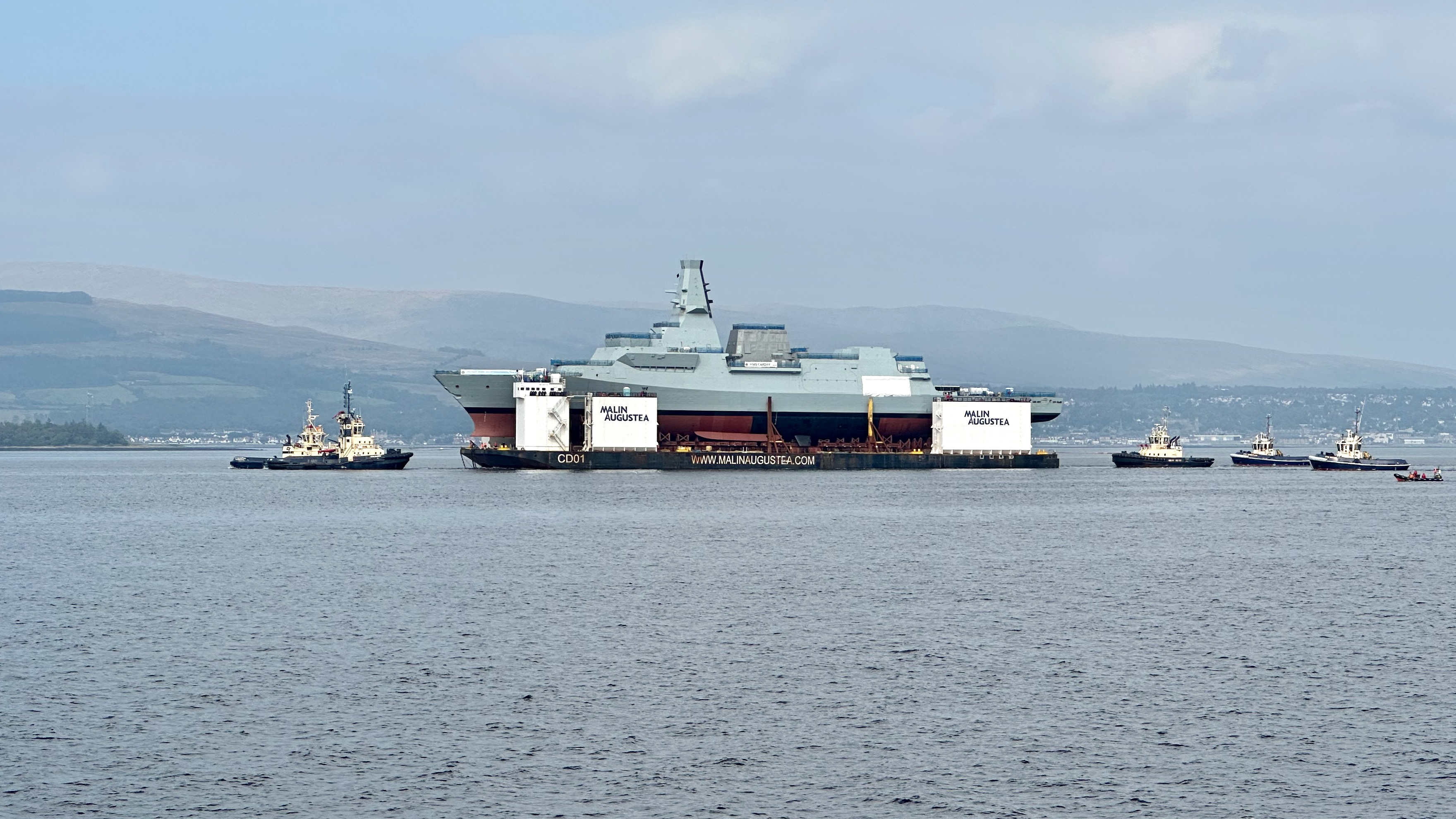
HMS Cardiff (F89)

Základní hlavňovou výzbroj fregaty bude jedno 127mm kanón Mk 45 Mod 4A v dělové věži na přídi. Plavidla ponesou také protiletadlové řízené střely rodiny CAMM. Celkem jich má být neseno 48 kusů, umístěných ve vertikálních vypouštěcích silech na přídi a na zádi. Na palubě bude též 24 vertikálních vypouštěcích sil Mk 41 (tři moduly po osmi silech), ze kterých mohou být vypouštěny různé typy řízených střel. Budou vybavena sonarem s měnitelnou hloubkou ponoru Thales CAPTAS-4 (Sonar 2087). Na zádi bude přistávací plocha a hangár pro dva protiponorkové vrtulníky AW159 Wildcat, nebo jeden AW101 Merlin. Pohonný systém bude koncepce CODLOG. Budou ho tvořit plynové turbíny Rolls-Royce MT30, čtyři dieselgenerátory MTU 20V 4000 M53B a dva elektromotory. Lodní šrouby jsou dva. Nejvyšší rychlost přesahuje 26 uzlů. Dosah bude 7000 námořních mil.

## Export
- Austrálie Australské královské námořnictvo – Na základě typu 26 bude postaveno devět fregat třídy Hunter (program SEA 5000).[14]

- Kanada Kanadské královské námořnictvo – Typ 26 zvítězil v kanadském programu Canadian Surface Combatant (třídy Fraser) na náhradu fregat třídy Halifax a torpédoborců třídy Iroquois. Stavba má proběhnout v loděnici Irving Shipbuilding Inc. Plánována je stavba až 15 fregat.[15]